# Ловчі птахи
Птахи для полювання (мисливські, ловчі) — хижі птахи (беркут, соколи, яструби), які використовуються для спортивного і промислового полювання на звіра і птицю.
Поділяються мисливцями на благородних і неблагородних. Між благородними розрізняються: птахи високого польоту (haut-vol) і птахи низького польоту (bas-vol). До птахів високого польоту відносяться соколи та кречети, що відрізняються здатністю «бити зверху», тобто падати на здобич, хапаючи її в момент удару або ж тільки вражаючи її гострими і твердими напівстиснутими кігтями. До птахів низького польоту відносяться яструби, які ловлять здобич «в навздогін», наздоганяючи її і схоплюючи пазурами (ззаду, зверху, знизу або збоку); внаслідок цього яструби можуть ловити навіть на землі і в кущах (чому використовуються для полювання на кроликів), соколи ж і кречета вимагають повного простору і відкритої місцевості, відмовляючись навіть ловити в кущах. Орли, шуліки, канюки, осоїди, сови та інші хижі птахи вважаються неблагородними, хоча в Китаї і визнавалися кращими птахами для полювання.
Птахи для полювання, здобуті з гнізда пташенятами і вирощені вдома, називаються гніздарями; ті, що злетіли вже з гнізда і спіймані восени або навесні, — злітками, а птахи, які вже линяли на волі до їх упіймання — дикомитами[уточнити].

## Історія
Полювання з птахами відоме з найдавніших часів, колискою його вважається Центральна Азія; звідси через Персію це полювання перейшло на Балканський півострів, де за часів Александра Македонського фракійці вже використовували для полювання приручених хижих птахів. Від фракійців полювання з ловчими птахами перейшло на крайній Захід — до кельтів, повсюдне ж поширення його починається лише з епохи великого переселення народів (IV і V ст.); посилившись з часу хрестових походів, полювання ця досягла найвищого ступеня поширеності в XIV столітті, після чого стало спадати.
До кінця XIX століття в західній Європі воно зберігалося в Англії, Голландії, Франції і, частково, в Німеччині.

## Мисливські птахи
Мисливських птахів ділять на групи: соколи (балабан, сапсан, кречет, підсоколик великий, підсоколик малий), яструби (яструб великий, яструб малий), орли (беркут) та сови: (пугач, сипуха).

## Мисливське знаряддя
- Рукавиця — знаряддя, що захищає руку мисливця від кігтів мисливського птаха.
- Клобук — шкіряний ковпачок на голову мисливського птаха, що закриває йому очі.
- Вабило — знаряддя з прив'язаних до мотузки одного-двох крил для приманювання мисливського птаха та відбирання у нього здобичі.
- Опутенки — шкіряні чи суконні кайданки на ноги мисливського птаха.
- Довжик — ремінець для опутенок для закріплення мисливського птаха на рукавиці.
- Бубонці — брязкальця для визначення місцезнаходження мисливського птаха, що вилетів за здобиччю.
- Карабін (вертлюг)
- Сумка — ємність, вироблена зі шкіри чи тканини, що має форму торбинки, футляра з ручками і служить для перенесення чого-небудь.

## Основна інформація
Мисливських птахів носять на руці, яку захищає рукавиця із замші чи м'якої шкіри. Для перенесення декількох птахів використовують клітку, яку носять на плечах. На ноги мисливських птахів одягають опутенки — шкіряні чи суконні кільця; в опутенки просувають довжик — ремінець для закріплення птаха на рукавиці; на ноги чи хвіст птаха прив'язуються бубонці, щоб він не міг заховатися в кущах зі здобиччю. Перед ловами на голову птахів надягають клобуки — особливі шапочки, які закривають їм очі. У середньовіччя також використовували пишно оздоблені нагрудники і нахвістники для птахів як прикраси. Здобич відбирають у птахів за допомогою вабила, яким також приманюють птаха, що промахнувся.
Крім виймання пташенят з гнізд, ловчих птахів добувають кутнями, туром, ковпачковою сіткою, схватнями або понцами, причому на приманку («на вспарку») прив'язується голуб або дрібна пташка, а також пугач, до якого з ненависті злітається днем птаство. Годують (м'ясом і свіжевбитими птахами) пташенят 4-5 разів на день, злітків — 2 рази, а старих птахів 1 або 2 рази. Особливого піклування ловчі птахи вимагають весною, під час «миті», тобто линяння. Приміщення для мисливських птахів повинно бути просторе, світле, тепле і безумовно чисте. Необхідно надати їм можливість руху.
Найсприятливіша для соколиних ловів пора року — осінь, хоча часто лови проводять навесні і влітку. Зазвичай, мисливські птахи потребують відпочинку, тому їх слід використовувати через день, не доводячи до перевтоми.

## Законодавча база в Україні
Усі хижі птахи в Україні підлягають охороні відповідно до Закону України «Про тваринний світ». Тому їх не можна вилучати з природи з метою використання як ловчих птахів. Ще більш жорстко регулюється питання використання видів хижих птахів, занесених до Червоної книги України — за їх вилучення передбачений штраф (компенсація) у розмірі від 48 тис. до 120 тис. грн[джерело?] за одного птаха. Тому законним є використання лише хижих птахів, вирощених у спеціальних центрах. Така практика широко використовується в країнах Західної Європи.